# ليوناردو ماسوني
ليوناردو ماسوني (بالإسبانية: Leonardo Mas)‏ (25 يوليو 1975 ببوينس آيرس في الأرجنتين - ) هو ملاكم ولاعب كرة قدم أرجنتيني وبورتوريكي في مركز الوسط. لعب مع أرجنتينوس جونيورز وأوليمبو وإستوديانتيس دي لا بلاتا وتشاكاريتا جيونيورز وديفينسوريس دي بيلغرانو ونادي أونيفرسيداد دي تشيلي ونادي لانوس وهواتشيباتو وديبورتيفو كوينكا وديبورتيس إيكيكي.

## روابط خارجية
- ليوناردو ماسوني على موقع بوكس ريك (الإنجليزية) (registration required)
- ليوناردو ماسوني على موقع قاعدة بيانات كرة القدم.إي يو (الإنجليزية)